# Bussen (film fra 1977)
 For alternative betydninger, se Bussen. (Se også artikler, som begynder med Bussen)
Bussen er en svensk tv-film fra 1977 instrueret af Kjell Sundvall. Filmen blev vist på TV første gang den 20. december samme år. Det var Sundvalls første film.